# Вероника Веронезе
«Вероника Веронезе» — картина английского художника-прерафаэлита Данте Габриэля Россетти, созданная в 1872 году. Натурщицей для картины стала Алекса Уайлдинг. Картина была изначально куплена у художника коллекционером и арт-дилером Фредериком Лейландом, сейчас находится в Музее искусств Делавэра.

## Информация о картине
Как и многие работы Россетти периода 1860 и 1870-х годов, Вероника Веронезе была вдохновлена венецианской живописью. На ней изображена «творческая душа во время акта творения». Эта тема также отражена в надписи на раме, подписанной как цитата из «Писем Джироламо Ридолфи»; по мнению критиков, цитата принадлежит Алджернону Чарльзу Суинбёрну либо самому Россетти.
Вдруг, наклонившись вперед, леди Вероника быстро написала первые ноты на девственно чистой странице. Затем она взяла носовую часть её скрипки, чтобы воплотить свою мечту в реальность, но прежде, чем начать играть на инструменте, свисавшем с её руки, она несколько секунд оставалась в тишине, прислушиваясь к вдохновляющим её птицам, а её левая рука блуждала по струнам в поиске высшей мелодии, по-прежнему неуловимой. Это был брак голосов природы и души, рассвет мистического творения.
перевод с французского.
Символизм, отражённый на картине, включает освобождённую из клетки птицу, а также цветы — ромашки в птичьей клетке — запертую энергию, примулы — символ юности и нарциссы — отражение мыслей.
Фредерик Лейланд купил картину у Россетти в 1872 году за 840 фунтов и позже 28 мая 1892 года продал её на аукционе Кристис. После этого картина трижды меняла владельца, пока не была куплена Чарльзом Фэйрфаксом Мюрреем, также художником-прерафаэлитом. Его сын, Джон Эдвард Мюррей, в 1923 году продал полотно Сэмюэлю Бэнкрофту-младшему, владельцу одной из самых крупных коллекций произведений прерафаэлитов вне Великобритании. Бэнкрофт в 1935 году передал картину Художественному музею Делавэра.